# Guy Ligier
Guy Camille Ligier (Vichy, Francuska, 12. srpnja 1930. – Nevers, Francuska, 23. kolovoza 2015.) je bivši francuski vozač automobilističkih utrka i osnivač momčadi Ligier.